# Ricardo Toro (Fußballspieler)
Ricardo Roberto Toro Vergara (* 20. Dezember 1961 in Santiago) ist ein ehemaliger chilenischer Fußballspieler. Der Innenverteidiger wurde 1994/95 salvadorianischer Meister und absolvierte fünf Länderspiele für die Nationalmannschaft seines Heimatlandes.

## Karriere

### Spieler
Ricardo Toro kam mit zwölf Jahren in die Jugend vom CD Palestino und durchlief bis zu seinem Profidebüt 1978 alle Jugendmannschaften. Bis 1989 blieb er den Arabes treu, lediglich 1983 wurde der Verteidiger an Unión San Felipe ausgeliehen. 1985 erreichte Toro mit Palestino das Finale der Copa Chile, 1986 wurde der Klub Vizemeister und verpasste den Meistertitel durch die Punktgleichheit mit dem CSD Colo-Colo im Entscheidungsspiel. Nach einer Saison bei Everton kehrte Toro noch einmal zum CD Palestino zurück.
Ab 1991 spielte der Abwehrspieler für die Zweitligisten Deportes Temuco und Provincial Osorno, mit denen er jeweils Meister der Segunda División wurde. Nach einer weiteren Saison in der zweiten Liga bei Audax Italiano wechselte Toro nach El Salvador zum Club Deportivo FAS. Dort gelang ihm mit dem neuen Klub die Meisterschaft 1994/95. 1996 beendete der Defensivakteur seine Karriere bei seiner früheren Leihstation Unión San Felipe.
Nach seiner aktiven Karriere begann Toro als Jugendtrainer beim CD Palestino. Dort war er von 1997 bis 2007 tätig und wurde 2004 Interimstrainer der Profimannschaft. Danach war der frühere Nationalspieler in der Jugend von Ñublense tätig und wurde 2009 sowie 2010 zweimal interimsweise zum Trainer der Profimannschaft.

### Nationalmannschaft
Ricardo Toro absolvierte alle seine fünf Länderspiele zwischen Juni und Juli 1987. Beginnend mit den drei Freundschaftsspielen innerhalb einer Woche gegen Peru als Vorbereitung auf die Copa América 1987 bestritt der Abwehrspieler beim Turnier noch zwei weitere Spiele für das chilenische Nationalteam. Beim sensationellen 4:0-Erfolg über Brasilien kam Toro die vollen 90 Minuten zum Einsatz; im Finale gegen Uruguay kam der Defensivakteur für Mittelfeldspieler Héctor Puebla nach 19. Spielminuten in die Partie, nachdem Verteidiger Eduardo Gómez die rote Karte gesehen hatte. Nach der Führung von Uruguay wurde Toro in der 63. Spielminute zugunsten des  Offensivspielers Hugo Rubio ausgewechselt. Es war der letzte Einsatz im Nationaltrikot für den 1,75 m großen Verteidiger.

## Erfolge
Deportes Temuco
- Chilenischer Zweitliga-Meister: 1991

Provincial Osorno
- Chilenischer Zweitliga-Meister: 1992

CD FAS
- Salvadorianischer Meister: 1994/95

Chile
- Finalist der Copa América: 1987